# Florence (Dakota del Sur)
Florence es un pueblo ubicado en el condado de Codington en el estado estadounidense de Dakota del Sur. En el Censo de 2010 tenía una población de 374 habitantes y una densidad poblacional de 208,37 personas por km².

## Geografía
Florence se encuentra ubicado en las coordenadas 45°3′17″N 97°19′35″O / 45.05472, -97.32639. Según la Oficina del Censo de los Estados Unidos, Florence tiene una superficie total de 1.79 km², de la cual 1.79 km² corresponden a tierra firme y (0%) 0 km² es agua.

## Demografía
Según el censo de 2010, había 374 personas residiendo en Florence. La densidad de población era de 208,37 hab./km². De los 374 habitantes, Florence estaba compuesto por el 97.06% blancos, el 0% eran afroamericanos, el 1.87% eran amerindios, el 0% eran asiáticos, el 0% eran isleños del Pacífico, el 0% eran de otras razas y el 1.07% pertenecían a dos o más razas. Del total de la población el 0% eran hispanos o latinos de cualquier raza.